# William Charles Ross
Sir William Charles Ross (Londra, 1794 – Londra, 1860) è stato un pittore e miniaturista inglese.

## Biografia

### Infanzia e formazione

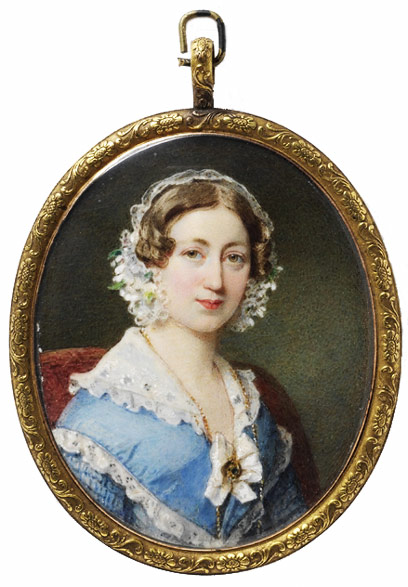
La sorella di William, Magdalena, in una sua miniatura

Formatosi con i genitori William (m. 1825), pittore di architetture e ritrattista, e Maria (1766 - 1836), pittrice di quadri storici e ritratti, frequentò la Royal Academy.

### Carriera artistica

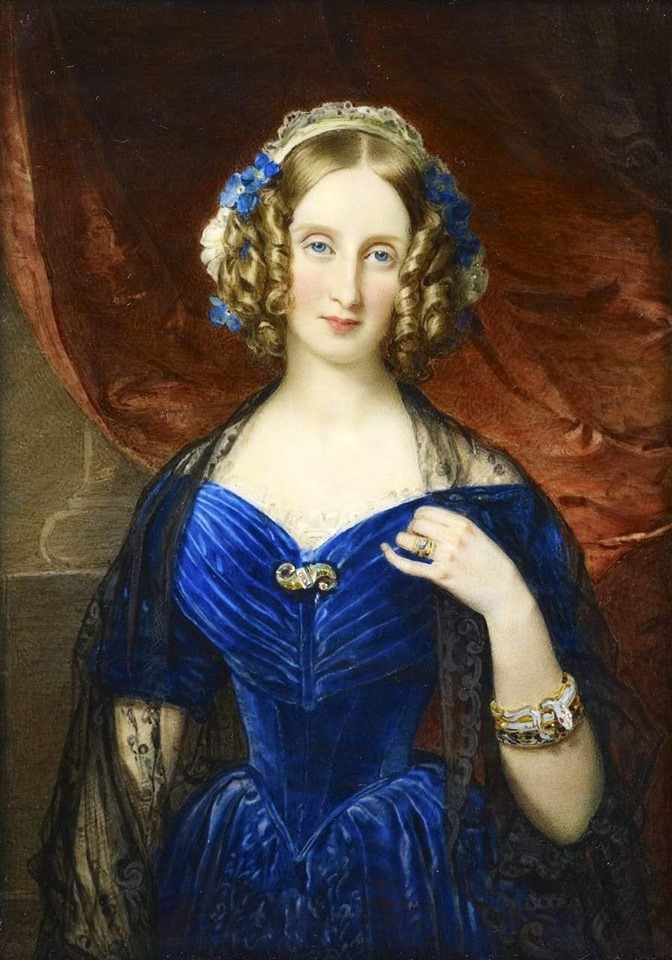
Ritratto di Luisa d'Orléans, regina del Belgio
William Charles Ross, Royal Collection (1846)

Miniatore di corte dal 1837, ritrasse su avorio personaggi dell'aristocrazia, spesso a figura intera e in ambienti accuratamente descritti 
(Baronessa Burdett-Coutts, 1847, Londra, National portrait gall.).
Fu miniatore anche il fratello Hugh (1800 - 1873).